# Ford 3-Ton M1918
Le Ford 3-Ton M1918 est un char léger conçu par Ford à la fin de la Première Guerre mondiale. Réalisé dans l’idée de réutiliser les infrastructures et les pièces de l’industrie automobile afin de réduire au maximum les coûts, il se révèle peu adapté aux besoins des troupes sur le terrain. Du fait de ce problème et de la fin de la guerre, seuls quinze exemplaires sont finalement produits sur les milliers initialement commandés.

## Histoire
En 1918, l’Ordnance Department de l’United States Army rencontre les dirigeants de la Ford Motor Company dans le but de produire des chars dans les usines automobiles déjà existantes, afin de ne pas avoir à construire d’atelier spécialisé. Ford conçoit ainsi deux chars dont la chaîne de production peut réutiliser l’infrastructure existante : le Mark I et le M1918.
Quinze exemplaires sont produits en 1918 et envoyés en France en novembre 1918 pour y être testés sur le terrain. À l’inverse de l’Ordnance Department, qui avait recommandé son adoption du fait de son faible coût, les soldats du Tank Corps se montrent peu enthousiasmés par le M1918, qu’ils trouvent trop faible, même pour un char léger. L’armée commande quand-même quinze mille exemplaires à Ford, dans le but de les utiliser comme tracteur d’artillerie, cette commande étant toutefois annulée après l’armistice.

## Caractéristiques
Le M1918 est propulsé par deux moteurs de Ford T reliés à une transmission à train épicycloïdal qui compte deux vitesses avant et une vitesse arrière. Celle-ci est entraîne les chenilles par une vis sans fin connectée aux barbotins. L’ensemble fournissait de très bonnes performances pour l’époque, avec un ration puissance/masse de 9,4 hp/t, lui permettant d’atteindre la vitesse de 12,87 km/h.
L’armement normal est constitué d’une mitrailleuse Browning 1917 installée à l’avant dans une monture rotative. L’utilisation à la place de celle-ci d’un canon de 37 mm semblable à celui du char Renault FT a été un temps considérée, mais ne s’est pas concrétisée du fait de la fin de la guerre et de l’abandon du véhicule.
L’habitacle, étroit et surchauffé par le moteur, se révèle peu confortable pour l’équipage de deux hommes, mais la manipulation des leviers de vitesse est plus simple pour le conducteur que sur beaucoup d’autres chars de la même époque.

### Données techniques
| Modèle                   | Ford 3-Ton Special Tractor |
| ------------------------ | -------------------------- |
| Équipage                 | 2                          |
| Longueur hors-tout       | 4,06 m                     |
| Longueur sans queue      | 3,28 m                     |
| Largeur hors tout        | 1,63 m                     |
| Hauteur                  | 1,63 m                     |
| Hauteur de feu           | 1,07 m                     |
| Garde au sol             | 0,36 m                     |
| Masse à vide             | 2812 kg                    |
| Masse en ordre de combat | 3266 kg                    |
| Pression au sol          | 0,65 kg/cm²                |

| Modèle                                 | Ford 3-Ton Special Tractor                   |
| -------------------------------------- | -------------------------------------------- |
| Motorisation                           | Ford dual T 8 cylindres en ligne (5 791 cm3) |
| Refroidissement                        | liquide                                      |
| Puissance brute                        | 34 hp à 1700 tours par minute                |
| Puissance massique brute               | 9,4 hp/t                                     |
| Transmission                           | Ford planétaire, 2 vitesses avant, 1 arrière |
| Suspension                             | Ressorts à lames                             |
| Longueur de contact au sol             | 1,42 m                                       |
| Type de carburant                      | essence                                      |
| Contenance des réservoirs de carburant | 64,4 l                                       |
| Vitesse maximale sur route             | 13 km/h                                      |
| Autonomie sur route                    | env. 65 km                                   |
| Franchissement hauteur                 | 0,51 m                                       |
| Franchissement largeur                 | 1,52 m                                       |
| Franchissement profondeur              | 0,53 m                                       |
| Franchissement pente                   | 50 %                                         |
| Rayon de braquage                      | 4,11 m                                       |

| Modèle        | Ford 3-Ton Special Tractor      |
| ------------- | ------------------------------- |
| Type          | Plaques d’acier laminé rivetées |
| Glacis haut   | 13 mm à 0°                      |
| Glacis bas    | 13 mm à 38°                     |
| Côtés avant   | 13 mm à 0°                      |
| Côtés arrière | 6 mm à 22°                      |
| Arrière haut  | 10 mm à 37°                     |
| Arrière bas   | 6 mm à 35°                      |
| Toit avant    | 10 mm à 90°                     |
| Toit arrière  | 6 mm à 60°                      |
| Plancher      | 6 mm à 90°                      |

| Modèle                                | Ford 3-Ton Special Tractor                               |
| ------------------------------------- | -------------------------------------------------------- |
| Armement principal                    | 1x mitrailleuse Browning ou Marlin                       |
| Traverse/Élévation armement principal | 22°/38° manuel                                           |
| Munitions armement principal          | env. 2000 cartouches de calibre .30                      |
| Autre armement                        | 2 sabords pour armes de poing à l’avant et 1 à l’arrière |
| Communications                        | Par drapeaux                                             |